# 永野 (スーパーマーケット)
株式会社永野（ながの）は、宮崎県宮崎市に本社を置き、スーパーマーケットの経営を手掛ける企業。

## 概要
1975年に創業し、1988年6月に法人へ改組。宮崎県内において「ウメコウジ」「ナガノヤ」の屋号でスーパーマーケットの運営を行っている。
販売している弁当の名前には「逆ギレ弁当」や「マジ卍弁当」などといったユニークな名前を付けることも少なくなく、地元ももとより、県外の観光客からも人気がある。中でもコナミコマンドから命名された「上上下下左右左右弁当」は、価格もコナミの語呂合わせである「573」にちなんで573円で販売している他、「ビリーナンバン逆ギレ弁当」は、ビリーバンバン本人から公認を得ている。また、2022年12月に万引きの被害額を公式Twitterで公表したこころ、19万8000件の反応があったという。
リテールパートナーズは2025年5月26日、子会社である丸久を通じて永野を完全子会社化することを発表。永野は2025年6月30日付で丸久の完全子会社となる予定である。リテールパートナーズ傘下入り後も「ウメコウジ」「ナガノヤ」の屋号は維持される他、永野雄太代表取締役も留任する他、自社が差別化商品やブランド力、リテールパートナーズが持つ経営資源やノウハウを活用し、経営基盤の強化を図る。

## 店舗
- 宮崎県内において8店舗を運営している。詳細は店舗案内を参照。